# Ra (zeu egiptean)
Ra {{(/rɑː/; egipteană antică: rꜥ; transliterat, de asemenea, rꜥw, pronunțat [ˈɾiːʕuw] ⓘ; cuneiform: 𒊑𒀀 ri-a sau 𒊑𒅀ri-ia;  romanized:/ɏ) Copta: ⲣⲏ, romanizat: Rē)}} a fost zeitatea egipteană antică a Soarelui. Până la Dinastia a V-a, în secolele 25 și 24 î.Hr., el devenise unul dintre cei mai importanți zei din religia egipteană antică, identificat în primul rând cu soarele de la amiază. Ra a condus în toate părțile lumii create: cerul, Pământul și lumea interlopă. Se credea că a condus ca primul faraon al Egiptului Antic. El era zeul soarelui, al ordinii, al regilor și al cerului.
Ra avea caracteristici comune cu zeul cerului, Horus. Uneori, cele două zeități erau contopite sub numele de Ra-Horakhty, "Ra, care este Horus al celor două orizonturi". În Noul Regat, când zeul Amun a devenit proeminent, a fost fuzionat cu Ra sub numele de Amun-Ra.
Simbolurile lui Ra sunt discul și cercul cu un punct înăuntru, ⊙.

## Roluri

### Zeu solar
Soarele este dătătorul de viață, controlând  care au fost lucrate de om. Datorită calităților dătătoare de viață ale soarelui, egiptenii îl venerau ca pe un zeu. Creator al universului și dătător de viață, Soarele sau Ra reprezenta viața, căldura și creșterea. Deoarece oamenii îl considerau pe Ra ca fiind zeul principal, creatorul universului și sursa vieții, acesta a avut o influență puternică asupra lor, ceea ce a făcut ca el să fie unul dintre cei mai venerați zei egipteni. În perioada timpurie a istoriei egiptene, influența sa s-a răspândit în întreaga țară, aducând multiple reprezentări în formă și în nume. Cele mai frecvente combinații de forme sunt cu Atum (forma sa umană), Khepri (gândacul scarabeu) și Horus (șoimul). În vârful capului său se află un disc solar cu o cobră, care în multe mituri reprezintă ochiul lui Ra. La începutul timpului, când nu exista decât haos, zeul-soare exista singur în masa acvatică a lui Nun care umplea universul.
Ra i-a creat pe Shu, zeul aerului, și pe zeița umezelii, Tefnut. Frații săi simbolizau două principii universale ale oamenilor: viața și justiția. Se credea că Ra a creat toate formele de viață, chemându-le la existență prin rostirea numelor lor secrete. Conform unor relatări, oamenii au fost creați din lacrimile și sudoarea lui Ra.

### Lumea de dincolo
Se credea că Ra călătorea pe Atet, două bărci solare numite Mandjet (Barca Milioanelor de Ani) sau barca dimineții, și Mesektet sau barca serii. Aceste bărci îl duceau în călătoria sa prin cer și prin Duat - cele douăsprezece ore ale nopții, care reprezentau, de asemenea, lumea subterană a Egiptului. În timp ce Ra se afla pe Mesektet, era în forma sa cu cap de berbec. Când Ra călătorea în barca-soarelui, era însoțit de diverse alte zeități, inclusiv Sia (percepția), Hu (comanda) și Heka (puterea magică). Uneori, membri ai Enneadei îl ajutau în călătoria sa, inclusiv Set, care l-a învins pe șarpele Apophis, și Mehen, care se apăra de monștrii din lumea subterană.
Apophis, zeul haosului, era un șarpe uriaș care încerca să oprească călătoria vasului-soare în fiecare noapte, consumându-l sau oprindu-i calea prin hipnoză. În timpul serii, egiptenii credeau că Ra apunea sub forma lui Atum sau sub forma unui berbec. Barca de noapte îl purta prin lumea subterană și îl ducea înapoi spre est, în pregătirea renașterii sale. Aceste mituri ale lui Ra reprezentau răsăritul soarelui ca fiind re-nașterea soarelui de către zeița cerului, Nut; atribuindu-i astfel lui Ra conceptul de reînnoire și întărindu-i totodată rolul de zeu creator.

## Reprezentări

Ra-Khepri, zeul Ra ca scarabeu

Ra a fost reprezentat într-o varietate de forme. Cea mai obișnuită formă era cea a unui om cu un cap de șoim, cu un disc solar deasupra și un șarpe încolăcit în jurul discului. Alte forme comune sunt cea a unui om cu un cap de scarabeu (sub înfățișarea lui Khepri) sau a unui om cu un cap de berbec. Ra mai era reprezentat ca phoenix, stârc, șarpe, taur, pisică sau leu.
În Lumea de Dincolo, Ra era cel mai des înfățișat cu un cap de berbec. În această formă, Ra este descris ca fiind "berbecul vestului" sau "berbecul în slujba haremului său".
În unele scrieri, Ra este definit ca un rege îmbătrânit, cu carne de aur, oase de argint și păr de lapis lazuli.

## Cultul

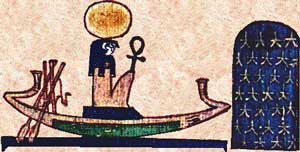
Barca lui Ra

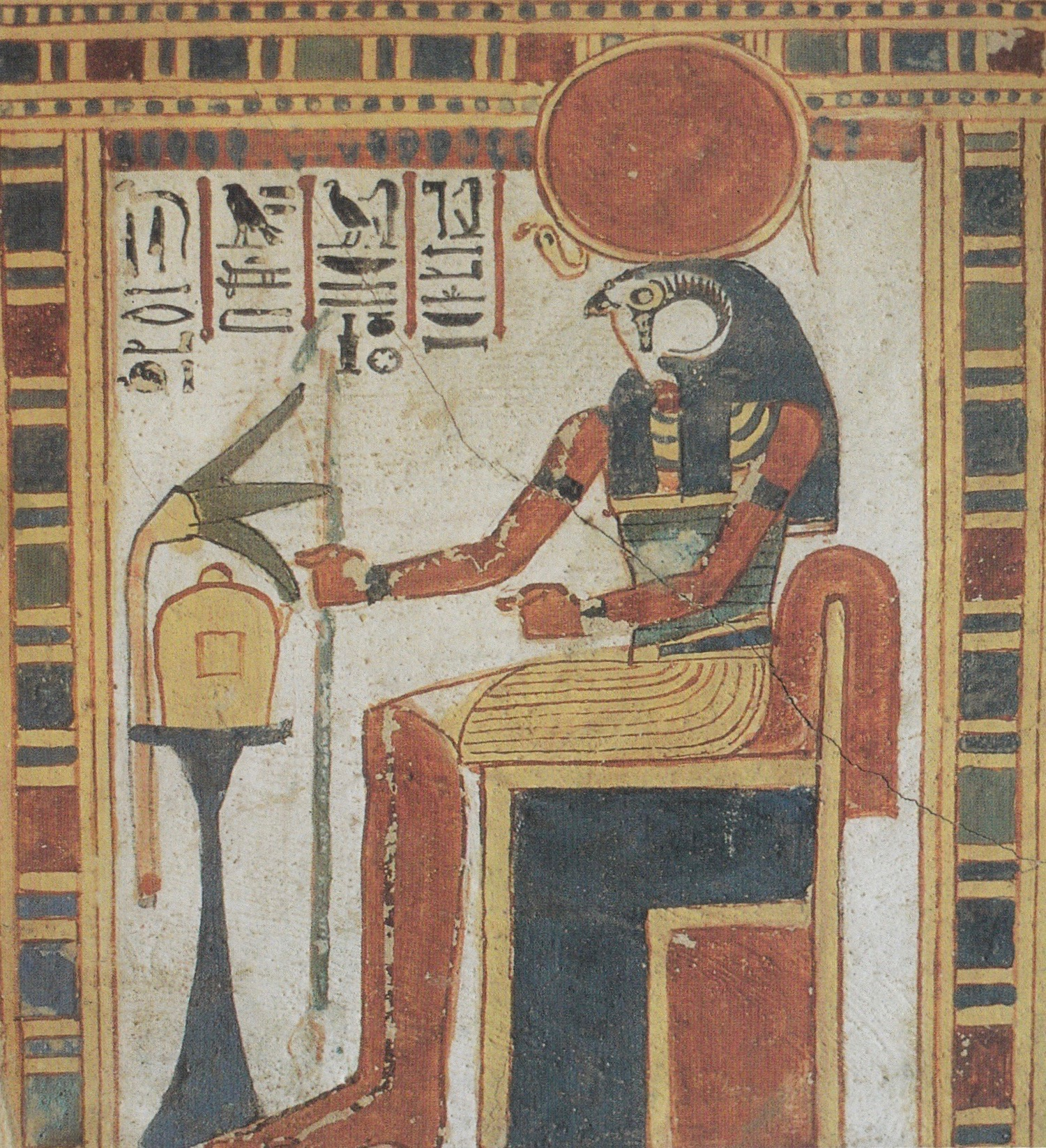
Pictură de la mormântul lui Roy, cu Ra așezat pe tron,
circa 1300 Î.Hr.

Principalul centru cultic al lui Ra era Iunu, "Locul Stâlpilor", cunoscut mai târziu în Regatul Ptolemeic sub numele de Heliopolis (Greaca Koine: Ἡλιούπολις, lit. "Orașul Soarelui") și situat astăzi în suburbiile orașului Cairo. El a fost identificat cu zeul local al soarelui, Atum. În calitate de Atum sau Atum-Ra, a fost socotit prima ființă și inițiatorul Enneadei ("Cei nouă"), formată din Shu și Tefnut, Geb și Nut, Osiris, Set, Isis și Nephthys. Sărbătoarea Primirea lui Ra era celebrată pe 26 mai în calendarul gregorian.
În timpul Regatului Mijlociu, Ra a fost afiliat și combinat cu alte zeități principale, în special Amun și Osiris.
În timpul Noului Regat al Egiptului, cultul lui Ra a devenit din ce în ce mai elaborat. Pereții mormintelor erau dedicați unor texte extrem de detaliate care descriau călătoria lui Ra prin lumea subterană. Se spunea că Ra transporta rugăciunile și binecuvântările celor vii împreună cu sufletele celor morți pe barca soarelui. Ideea că Ra îmbătrânea odată cu soarele a devenit mai populară în timpul ascensiunii Noului Regat. Multe acte de cult includeau imnuri, rugăciuni și vrăji pentru a-l ajuta pe Ra să-l învingă pe Apep.
Apariția creștinismului în Imperiul Roman a pus capăt cultului lui Ra.

## Familia lui Ra
|      |      |      |      |       |       |       |       |        |        |        |        |        |        |  |  | Ra zeul suprem |          |          |          |          |          |  |  |      |      |      |      |      |      |  |  |
|      |      |      |      |       |       |       |       |        |        |        |        |        |        |  |  |                |          |          |          |          |          |  |  |      |      |      |      |      |      |  |  |
|      |      |      |      |       |       |       |       |        |        |        |        |        |        |  |  |                |          |          |          |          |          |  |  |      |      |      |      |      |      |  |  |
|      |      |      |      |       |       |       |       | Tefnut | Tefnut | Tefnut | Tefnut | Tefnut | Tefnut |  |  |                |          |          |          |          |          |  |  | Shu  | Shu  | Shu  | Shu  | Shu  | Shu  |  |  |
|      |      |      |      |       |       |       |       | Tefnut | Tefnut | Tefnut | Tefnut | Tefnut | Tefnut |  |  |                |          |          |          |          |          |  |  | Shu  | Shu  | Shu  | Shu  | Shu  | Shu  |  |  |
|      |      |      |      |       |       |       |       |        |        |        |        |        |        |  |  |                |          |          |          |          |          |  |  |      |      |      |      |      |      |  |  |
|      |      |      |      |       |       |       |       |        |        |        |        |        |        |  |  |                |          |          |          |          |          |  |  |      |      |      |      |      |      |  |  |
|      |      |      |      |       |       |       |       | Geb    | Geb    | Geb    | Geb    | Geb    | Geb    |  |  |                |          |          |          |          |          |  |  | Nut  | Nut  | Nut  | Nut  | Nut  | Nut  |  |  |
|      |      |      |      |       |       |       |       | Geb    | Geb    | Geb    | Geb    | Geb    | Geb    |  |  |                |          |          |          |          |          |  |  | Nut  | Nut  | Nut  | Nut  | Nut  | Nut  |  |  |
|      |      |      |      |       |       |       |       |        |        |        |        |        |        |  |  |                |          |          |          |          |          |  |  |      |      |      |      |      |      |  |  |
|      |      |      |      |       |       |       |       |        |        |        |        |        |        |  |  |                |          |          |          |          |          |  |  |      |      |      |      |      |      |  |  |
| Isis | Isis | Isis | Isis | Isis  | Isis  |       |       | Osiris | Osiris | Osiris | Osiris | Osiris | Osiris |  |  | Nephthys       | Nephthys | Nephthys | Nephthys | Nephthys | Nephthys |  |  | Seth | Seth | Seth | Seth | Seth | Seth |  |  |
| Isis | Isis | Isis | Isis | Isis  | Isis  |       |       | Osiris | Osiris | Osiris | Osiris | Osiris | Osiris |  |  | Nephthys       | Nephthys | Nephthys | Nephthys | Nephthys | Nephthys |  |  | Seth | Seth | Seth | Seth | Seth | Seth |  |  |
|      |      |      |      |       |       |       |       |        |        |        |        |        |        |  |  |                |          |          |          |          |          |  |  |      |      |      |      |      |      |  |  |
|      |      |      |      | Horus | Horus | Horus | Horus | Horus  | Horus  |        |        |        |        |  |  | Hathor         | Hathor   | Hathor   | Hathor   | Hathor   | Hathor   |  |  |      |      |      |      |      |      |  |  |
|      |      |      |      | Horus | Horus | Horus | Horus | Horus  | Horus  |        |        |        |        |  |  | Hathor         | Hathor   | Hathor   | Hathor   | Hathor   | Hathor   |  |  |      |      |      |      |      |      |  |  |